# 작금항
작금항은 전라남도 여수시 돌산읍 금성리에 있는 어항이다. 2007년 8월 8일 어촌정주어항으로 지정하여 관리하고 있다. 시설관리자는 여수시장이다.

## 어항 구역
- 수역: 북위 34°35′26″, 동경 127° 45′36″의 지점에서S방향으로 160m점과 이점에서 N85°E방향으로 270m점과 이점에서 N방향으로 60m점과 이점에서 N85°E방향으로 250m점과 이점에서 S방향으로 30m점과 이점에서 S70°E방향으로 145m점과 이점에서 S40°W방향으로 60m점과 이점에서 S25°E방향으로 90m점과 이점에서 N80°E방향으로 160m점과 이점에서 S35°E방향으로 80m점과 S40°W방향으로 70m점과 이점에서 S50°E방향으로 50m점과 이 점에서 N40°E방향으로 육지부를 연결하는 선을 따라 형성된 공유수면[1]

## 어항 시설
- 방파제 478m, 선착장 142m

## 기본 계획
- 방파제 528m, 선착장 142m, 호안도로 45m[1]

## 정비 계획
- 방파제 50m, 호안도로 45m[2]

## 주요 어종
- 감성돔